# ACER2
ACER2 (англ. Alkaline ceramidase 2) – білок, який кодується однойменним геном, розташованим у людей на короткому плечі 9-ї хромосоми. Довжина поліпептидного ланцюга білка становить 275 амінокислот, а молекулярна маса — 31 309.
| 10         |  | 20         |  | 30         |  | 40         |  | 50         |
| ---------- |  | ---------- |  | ---------- |  | ---------- |  | ---------- |
| MGAPHWWDQL |  | QAGSSEVDWC |  | EDNYTIVPAI |  | AEFYNTISNV |  | LFFILPPICM |
| CLFRQYATCF |  | NSGIYLIWTL |  | LVVVGIGSVY |  | FHATLSFLGQ |  | MLDELAVLWV |
| LMCALAMWFP |  | RRYLPKIFRN |  | DRGRFKVVVS |  | VLSAVTTCLA |  | FVKPAINNIS |
| LMTLGVPCTA |  | LLIAELKRCD |  | NMRVFKLGLF |  | SGLWWTLALF |  | CWISDRAFCE |
| LLSSFNFPYL |  | HCMWHILICL |  | AAYLGCVCFA |  | YFDAASEIPE |  | QGPVIKFWPN |
| EKWAFIGVPY |  | VSLLCANKKS |  | SVKIT      |  |            |  |            |

A: Аланін

C: Цистеїн

D: Аспарагінова кислота

E: Глутамінова кислота

F: Фенілаланін

G: Гліцин

H: Гістидин

I: Ізолейцин

K: Лізин

L: Лейцин

M: Метіонін

N: Аспарагін

P: Пролін

Q: Глутамін

R: Аргінін

S: Серин

T: Треонін

V: Валін

W: Триптофан

Кодований геном білок за функцією належить до гідролаз. 
Задіяний у таких біологічних процесах, як метаболізм ліпідів, альтернативний сплайсинг. 
Локалізований у мембрані, апараті гольджі.